# Prix Jacques-Deray du film policier français
Le Prix Jacques-Deray du film policier français est un prix cinématographique qui a été créé en 2005 par l'Institut Lumière et les amis de Jacques Deray, notamment Bertrand Tavernier et Thierry Frémaux, l'organisateur et programmateur de l'Institut Lumière à Lyon. On compte également dans les sélectionneurs du lauréat la femme et la fille de Jacques Deray.

## Création
La mort de Jacques Deray en 2003 fait naître à Lyon le Prix Jacques-Deray, dans la ville d'origine du cinéaste. Jacques Deray était un cinéaste français qui faisait notamment des films policiers : chaque année depuis 2005, pour « honorer sa mémoire », ses amis et sa famille, des érudits du cinéma, remettent un prix à son nom et dans sa ville à ce qu'ils considèrent être le meilleur film policier français de l'année. Le prix est une statuette reproduite par un fondeur lyonnais représentant une jeune fille avec un papillon sur l'épaule, référence au film de Jacques Deray Un papillon sur l'épaule, ainsi que directement au réalisateur lui-même qui avait sur son bureau cette même statuette. Le film n'est pas le sujet d'un vote, ni un choix formel comme pour d'autres cérémonies de récompenses cinématographiques, mais plutôt un choix direct et souvent commun des créateurs du prix pour un film policier les ayant conquis, indépendamment du souci de récompenser un style, une histoire ou un réalisateur en particulier.
Le réalisateur du film nommé obtient le privilège d'avoir son nom affiché sur une plaque dorée sur le mur des Cinéastes, où sont affichés les noms de nombreux réalisateurs du cinéma international ayant été reçus à l'Institut Lumière.
Le prix est annoncé au premier trimestre, et il est remis quelques semaines plus tard, en février ou mars. En 2021, en raison de la pandémie de Covid-19, la remise du prix est repoussée au mois de juin.

## Lauréats
- 2005 : 36 quai des Orfèvres d'Olivier Marchal[1]
- 2006 : De battre mon cœur s'est arrêté de Jacques Audiard
- 2007 : Ne le dis à personne de Guillaume Canet
- 2008 : Le Deuxième Souffle d'Alain Corneau
- 2009 : Le crime est notre affaire de Pascal Thomas[2]
- 2010 : OSS 117 : Rio ne répond plus de Michel Hazanavicius[3],[4]
- 2011 : À bout portant de Fred Cavayé[5],[6]
- 2012 : Polisse de Maïwenn[7]
- 2013 : Une nuit de Philippe Lefebvre[8]
- 2014 : Zulu de Jérôme Salle[9],[10]
- 2015 : L'Affaire SK1 de Frédéric Tellier[11]
- 2016 : L'Enquête de Vincent Garenq[12]
- 2017 : Diamant noir d'Arthur Harari[13]
- 2018 : Mon garçon de Christian Carion[14],[15]
- 2019 : En liberté ! de Pierre Salvadori[16]
- 2020 : Roubaix, une lumière d'Arnaud Desplechin[17],[18],[19]
- 2021 : La Daronne de Jean-Paul Salomé[20],[21]
- 2022 : Médecin de nuit d'Élie Wajeman[22],[23]
- 2023 : La Nuit du 12 de Dominik Moll[24],[25]
- 2024 : Anatomie d'une chute de Justine Triet[26]
- 2025 : Le Fil de Daniel Auteuil[27],[28]